# Montcalm (Virginia Occidental)
Montcalm es un lugar designado por el censo ubicado en el condado de Mercer en el estado estadounidense de Virginia Occidental. En el Censo de 2010 tenía una población de 726 habitantes y una densidad poblacional de 102,42 personas por km².

## Geografía
Montcalm se encuentra ubicado en las coordenadas 37°21′10″N 81°15′3″O / 37.35278, -81.25083. Según la Oficina del Censo de los Estados Unidos, Montcalm tiene una superficie total de 7.09 km², de la cual 7.05 km² corresponden a tierra firme y (0.51%) 0.04 km² es agua.

## Demografía
Según el censo de 2010, había 726 personas residiendo en Montcalm. La densidad de población era de 102,42 hab./km². De los 726 habitantes, Montcalm estaba compuesto por el 97.66% blancos, el 0.41% eran afroamericanos, el 0.83% eran amerindios, el 0.55% eran asiáticos, el 0% eran isleños del Pacífico, el 0% eran de otras razas y el 0.55% pertenecían a dos o más razas. Del total de la población el 0% eran hispanos o latinos de cualquier raza.